# كارل إغن
كارل إغن (بالإنجليزية: Carl Eggen)‏ هو لاعب دوري الرغبي أسترالي، ولد في 1903 في بادينغتون ‏ في أستراليا، وتوفي في 1985 في Ramsgate, New South Wales ‏ في أستراليا.